# Paraíso (canton)
Paraíso est un canton (deuxième échelon administratif) costaricien de la province de Cartago au Costa Rica.

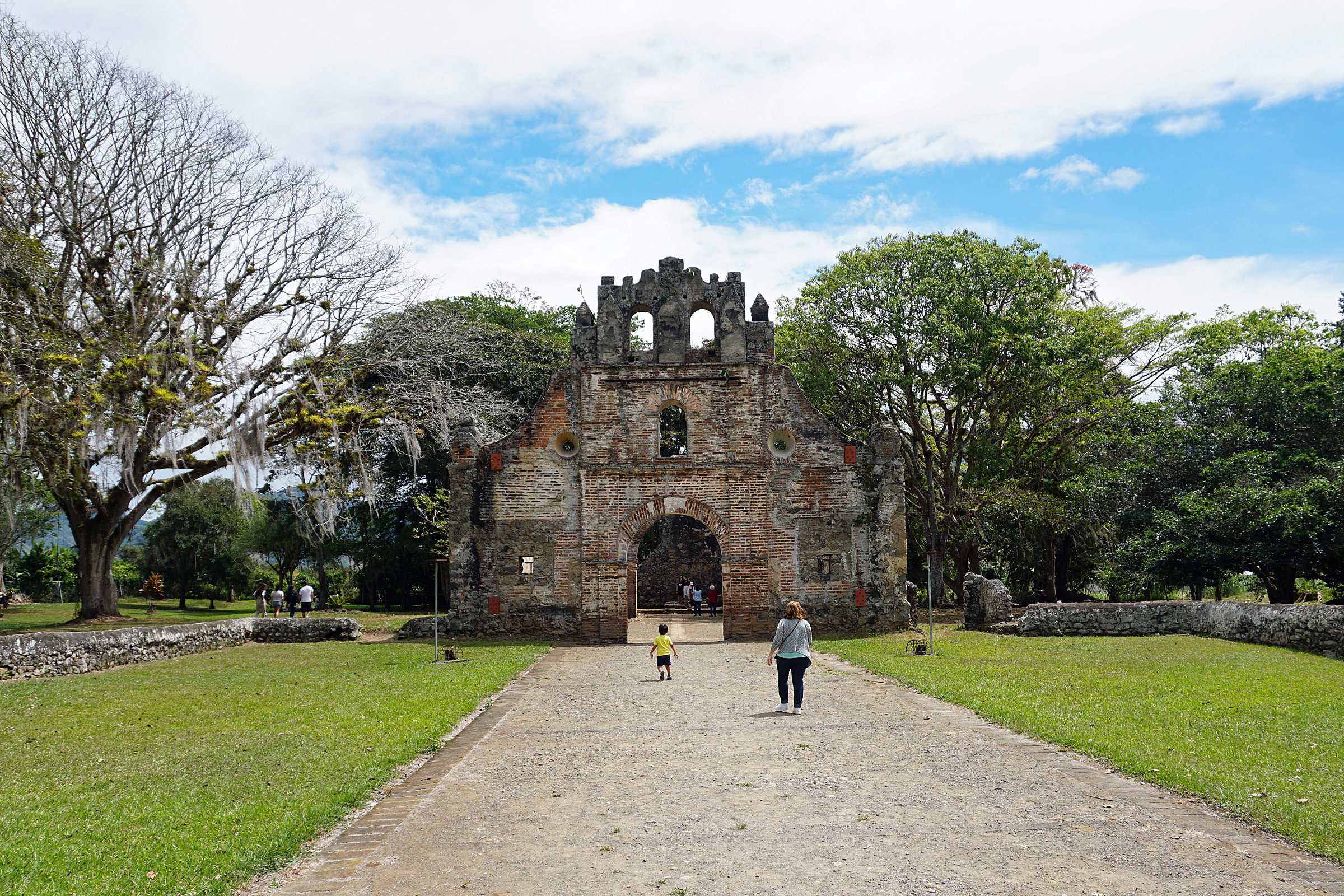
Ruines de l'église coloniale d'Ujarrás.